# Veneer
Veneer är José González debutalbum, utgivet den 29 oktober 2003 i Sverige och 2005 i resten av Europa och USA. Albumet har en avskalad ljudbild med tydligt fokus på akustisk gitarr och sång. Skivan rankades av Sonic Magazine i juni 2013 som det 32:a bästa svenska albumet någonsin. Albumet utgavs på CD och LP.

## Låtlista
Samtliga låtar är skrivna av José González, om icke annat anges.
1. "Slow Moves" – 2:52
2. "Remain" – 3:45
3. "Lovestain" – 2:17
4. "Heartbeats" (The Knife) – 2:40
5. "Crosses" – 2:42
6. "Deadweight on Velveteen" – 3:26
7. "All You Deliver" – 2:20
8. "Stay in the Shade" – 2:22
9. "Hints" – 3:52
10. "Save Your Day" – 2:30
11. "Broken Arrows" – 1:57